# YIF1A
YIF1A‏ (Yip1 interacting factor homolog A, membrane trafficking protein) هوَ بروتين يُشَفر بواسطة جين YIF1A في الإنسان.